# Alfenzbach
Alfenzbach är ett vattendrag i Österrike.   Det ligger i förbundslandet Vorarlberg, i den västra delen av landet, 500 kilometer väster om huvudstaden Wien.
Trakten runt Alfenzbach består i huvudsak av gräsmarker. Runt Alfenzbach är det ganska glesbefolkat, med 47 invånare per kvadratkilometer.